# Andover (Nuevo Brunswick)
Andover es una parroquia canadiense situada en la provincia de Nuevo Brunswick.

## Superficie
Andover tiene una superficie de 123,42 km².

## Demografía
En 2021, tenía 879 habitantes, una densidad poblacional de 7,1 hab./km², y 387 viviendas.